# Ахмадов, Рамзан Аюбович
Рамза́н Аю́бович Ахма́дов (род. 30 мая 1954, с. Коктал, Талды-Курганская область, Казахская ССР, СССР) — танцор, хореограф, основатель и руководитель ансамбля «Даймохк». Народный артист Чечено-Ингушской АССР (1987) и России (2009), первый заместитель министра культуры Чеченской Республики.

## Биография
Рамзан Ахмадов родился в депортации 30 мая 1954 года в селе Коктал Талды-Курганской области. В 1957 году вернулся в Чечено-Ингушетию, в село Урус-Мартан. Окончил сельскую среднюю школу № 7. В годы учёбы занимался в самодеятельном коллективе под руководством хореографа Докки Кагирова.
В 1973—1975 годах служил в Группе советских войск в Германии (Лейпциг). После армии тогдашний руководитель Чечено-Ингушского Государственного ансамбля танца «Вайнах» Топа Хамитович Элимбаев пригласил его в свой коллектив.
Окончил институт народного хозяйства в Ростове-на-Дону.
В составе сборных трупп, состоявших из ведущих артистов Советского Союза, представлял за рубежом культуру народов СССР.
В 1995 году стал художественным руководителем ансамбля «Вайнах».
В 1998 году поступил на заочное отделение Краснодарской Академии Культуры.
В 1998 году стал начальником Управления культуры Грозного. В 1999 году создал детский ансамбль песни и танца «Даймохк». По решению Правительства Чеченской Республики ансамбль в 2003 году получил статус государственного.

### Политическая деятельность
1В марте 2014 года поддержал аннексию Крыма, подписал письмо президенту России Владимиру Путину в поддержку аннексии.

## Награды и звания
- Заслуженный артист Чечено-Ингушской АССР (1982);
- Народный артист Чечено-Ингушской АССР (1987);
- Заслуженный артист РСФСР (1990);
- Народный артист Российской Федерации (2009);
- Благодарственное письмо Президента Чеченской Республики (2008)[2].
- Заслуженный деятель искусств Чеченской Республики (2009)[3];
- Медаль «За заслуги перед Чеченской Республикой» (2009)[4];
- Премия Правительства Российской Федерации в области культуры (2010)[5];
- Медаль «За заслуги перед Чеченской Республикой» (2012)[6];
- Орден Кадырова (2014)[7].